# Alfredo Pita
Alfredo Pita (Celendín, 7 de octubre de 1948) es un escritor peruano.

## Biografía
Nació en Celendín, capital de la provincia de Celendín, en el departamento de Cajamarca, norte del Perú, en 1948.
Hijo de Manuel Pita Díaz y de Esperanza Chávez Pereyra. Es el mayor de cinco hermanos.
Alfredo Pita hizo sus estudios primarios en la Escuela Prevocacional de Varones N.º 81 de Celendín. Cuando tenía ocho años, su maestro, Pelayo Montoya, le publicó en un periódico mural sus primeros poemas.
A los doce años, al terminar sus estudios primarios, dejó Celendín para iniciar los secundarios en Trujillo, pero graves incidentes en la vida política de su padre se lo impidieron. Finalmente los empezó en el histórico Colegio Nacional Nuestra Señora de Guadalupe, en Lima. Los prosiguió en Tarma y Trujillo y los concluyó en Chiclayo. En esta ciudad, en agosto de 1966, ganó su primer reconocimiento literario, el Premio al Poeta Joven, en el marco del Primer Encuentro Nacional de Poetas Peruanos.
Posteriormente, en la Universidad Nacional Mayor de San Marcos, en Lima, estudió Literatura y Sociología. A partir de 1970 trabajó en diversos medios de prensa peruanos, en general comprometidos con las luchas sociales de aquel tiempo. Entre 1978 y 1980 trabajó en Lima para la Agencia France Presse.
Alfredo Pita, por la actividad política de su padre, trató en su infancia con personajes que serían importantes en la Historia, como los políticos y revolucionarios Luis de la Puente Uceda, Ricardo Napurí y Walter Palacios Vinces. Más tarde, en su época de estudiante universitario, hizo intensa bohemia con otros poetas jóvenes de San Marcos, pero también trabó amistad con escritores consagrados como José María Arguedas y con periodistas como Francisco Moncloa, quienes lo apreciaron y ayudaron.
Por esta época dejó de lado la poesía, o, más bien, como él dice, el personaje del poeta, y se puso a escribir cuentos, algunos de los cuales los publicaría, varios años después, en el volumen Y de pronto anochece (1987). Uno de estos relatos, que quedó inédito, fue el embrión de una novela que escribiría más tarde, El cazador ausente (1995). Este libro ganó, en 1999, el importante Premio Internacional de Novela "Las dos orillas", concedido durante el Salón del Libro Iberoamericano de Gijón, España.
En 1983, como periodista, en pleno conflicto interno en el Perú, a raíz del asesinato de periodistas en Uchuraccay, cubrió la información en el terreno de la violencia. Llegó a Ayacucho como enviado especial de El Diario de Marka, periódico de Lima, y como reemplazante de Eduardo de la Piniella, colega y amigo suyo muerto en la citada masacre. Por su trabajo en Ayacucho recibió amenazas.
Esta experiencia ha sido el fermento del cual surgió su elogiada novela El rincón de los muertos (2014).
Actualmente vive en París, donde trabajó por casi tres décadas en la Agencia France Presse. En el plano literario está preparando una novela sobre la amazonía peruana y otra que tiene como escenario su ciudad natal, Celendín.

### Libros
- 1987 - Y de pronto anochece, Cuentos, Ed. Lluvia, Lima.
- 1990 - Morituri, Cuentos, Ed. Ecla, Barcelona.
- 2000 - El cazador ausente, Novela, Ed. Lluvia, 1994, Ed. Seix Barral, Barcelona, 2000 (Premio Internacional de Novela Las dos orillas del Salón Iberoamericano del Libro, Gijón, España, 1999).
- 2001 - Sandalias del viento, Poesía, Ed. Extramares, París.
- 2002 - Un pequeño capitán, Relato juvenil, Ed. CIDCLI, S.C., México.
- 2010 - Extraños frutos, Cuentos, Fondo Editorial UIGV, Lima.
- 2011 - Días de sol y silencio, Relato testimonial, Fondo Editorial UIGV, Lima.
- 2014 - El rincón de los muertos, Novela, Ed. Textual, Lima.

### Premios
- 1966 - Premio al Poeta Joven, otorgado durante el Primer Encuentro Nacional de Poetas Peruanos, Casa de la Cultura de Chiclayo .
- 1986 1991 - Premio de Cuento de la revista Caretas, Lima.
- 1999 - Premio Internacional de Novela Las Dos Orillas, concedido en 1999 por seis importantes editoriales europeas en el marco del Salón Iberoamericano del Libro (Gijón, España), lo que determinó que su novela El cazador ausente fuera de inmediato traducida a cinco idiomas europeos y publicada en seis países diferentes, incluida España.

## Enlaces
- José Ma. Arguedas y Alfredo Pita, una amistad, artículo de Jorge Horna, CPM II
- Alfredo Pita, una mirada íntima a Arguedas (enlace roto disponible en Internet Archive; véase el historial, la primera versión y la última)., artículo de Agencia EFE, David Blanco Bonilla, La República
- El reto de lo humano, artículo de Jorge Horna, Espina de Maram
- Un escritor de culto, artículo de Jorge A. Chávez Silva, CPM II
- Acompañando a las víctimas, artículo de Dámaso Vicente Blanco, Rev. Wayra
- Una historia implacable y sin fin, diálogo con Miguel Rodríguez Liñán, en CiberAyllu
- Caza sutil. Notas, artículos y otros papeles, un blog
- Textual, una página Web